# هنري فريدريك بوت
هنري فريدريك بوت (بالهولندية: Henri Boot)‏ (و. 1877 – 1963 م) هو رسام من مملكة الأراضي المنخفضة . ولد في ماسترخت .
وهو عضو في Arti et Amicitiae .
توفي في هارلم .

## أعمال بارزة
من أهم أعماله:
- Apple tree.